# Mirollia cerciata
Mirollia cerciata är en insektsart som beskrevs av Morgan Hebard 1922. Mirollia cerciata ingår i släktet Mirollia och familjen vårtbitare. Inga underarter finns listade i Catalogue of Life.